# 中野正三
中野 正三（なかの しょうぞう、1888年1月6日 - 1977年12月22日）は、日本の柔道家（十段）。内股の名人として有名である。

## 経歴
新潟県五泉町（現：五泉市）で出生。17歳で上京し講道館に入門。また東京正規英語学校（現：正則学園高等学校）を経て日本大学殖民科で学ぶ。
自然体から左右の内股・跳腰等は後の柔道発展に大きな影響を与えた。

### 略歴
- 1888年 出生
- 1905年 上京し講道館入門
- 1907年 初段昇進
- 1908年 二段昇進
- 1909年 三段昇進 警視庁柔道世話係
- 1910年 警視庁武道師範嘱託、同師範（ - 1933年）、日本大学師範（ - 1929年）
- 1912年 四段昇進
- 1916年 慶應義塾師範（ - 1946年）
- 1918年 五段昇進、大日本武徳会柔道精錬証
- 1920年 大日本武徳会柔道教士
- 1926年 六段昇進、皇宮警察柔道師範（ - 1944年）
- 1929年 御大礼記念天覧武道大会審判員
- 1933年 七段昇進
- 1934年 皇太子殿下御誕生奉祝天覧武道大会審判員
- 1937年 八段昇進
- 1948年 九段昇進
- 1977年 死没（享年90）、十段昇進

## 中野の内股
伝説と呼ばれるほどの中野の内股は柔道形にある後ろに崩して投げる技とは違い、腰で跳ね上げるタイプの内股であった。相手が左極端でも右極端でも、押していても引いていても投げられたという。
「新しく内股をやり始めたと言っても、その基礎は跳腰でやっていたから、そんなに苦労はなかった」、「内股は、胸と腰さえ取れば、それほど足を突っ込まなくてもかかる。内股はどちらかといえば腰技に近く、相手の足が開いていようが閉じていようが技はかかる」と語っている。